# Blondie’s Reward
Blondie’s Reward ist eine US-amerikanische Filmkomödie in Schwarz-weiß aus dem Jahr 1948. Regie führte Abby Berlin, das Drehbuch schrieb Edward Bernds nach den Comics von Chic Young. Die Hauptrollen spielten Penny Singleton und Arthur Lake. Blondie’s Reward ist der dreiundzwanzigste Blondie-Film.

## Handlung
Dagwood Bumstead hat einen freien Tag, den er zum Ausruhen nutzen möchte. Doch seine Frau Blondie trägt ihm auf, einen Fußboden der Wohnung zu lackieren. Kaum ist er damit fertig, bittet ihn sein Chef George Radcliffe, für ihn ein bestimmtes Stück Land zu erwerben. Unter seinem eigenen Namen könne er es nicht kaufen, und so beauftragt er Dagwood damit. Der lässt sich von den beiden Betrügern Ed Vance und Bill Cooper dazu verleiten, ein Stück Sumpfland zu kaufen, mit dem sich die beiden verkalkuliert hatten. Radcliffe zeigt sich begeistert über die schnelle Abwicklung, degradiert Dagwood aber zum Laufburschen, als er bemerkt, dass es sich um das falsche Grundstück handelt. Dagwoods Lohn will er einbehalten, bis er das gezahlte Geld wieder zurück hat.
Am nächsten Tag fährt Dagwood motiviert zur Arbeit, er will Radcliffe durch vorbildliche Arbeit davon überzeugen, ihm seinen alten Posten zurückzugeben. Allerdings vergisst er dabei, dass er wichtige Pläne bei dem Fabrikanten John Dickson abholen soll. Blondie bittet darauf Ted Scott, einen erfolgreichen Footballspieler, der in der Nachbarschaft wohnt, die Pläne abzuholen und sie Dagwood rechtzeitig zu übergeben. Während Ted im Garten von Dicksons Grundstück auf die Pläne wartet, trifft er auf Alice Dickson, die Tochter des Fabrikanten, und deren Verlobten Cluett Day. Der arrogante Day verweist Ted gleich aus dem Garten und wendet sich gegen Alice, als sie ihm widerspricht. So kommt es zu einem kurzen Kampf zwischen Ted und Cluett, der damit endet, dass Ted seinen Gegner niederschlägt. Kurz darauf bekommt Ted die Pläne und kann sie so noch rechtzeitig zu Dagwood ins Büro bringen. Erneut endet Radcliffes gute Laune abrupt, als Dickson anruft, ihm von dem Faustschlag erzählt und ihn bittet, Dagwood zu ihm zu schicken. Der geübte Boxer Dickson, der Cluett Day ebenfalls nicht mag, möchte sich von Dagwood den Schlag zeigen lassen. Dazu bittet er Dagwood in einen privaten Trainingsraum und will gegen ihn boxen. Erst nachdem er mehrere Schläge erhalten hat, geht Dagwood darauf ein und schlägt Dickson überraschend nieder. Der reagiert erfreut darauf und will daher Radcliffe mit seinen Bauplänen beauftragen. Er findet auch, dass Dagwood seine Tochter heiraten sollte. Diese hat sich mittlerweile von Day getrennt und fühlt sich zu Ted, den sie für Dagwood hält, hingezogen. In der Zwischenzeit hat Ted Blondie über den Kampf informiert. Die will die Sache in Radcliffes Firma klären und nimmt dazu Ted sowie ihre Kinder Alexander und Cookie mit. Auch Dickson kommt mit seiner Tochter dorthin. Nach mehreren Verwicklungen erfährt Dickson von Cookie, dass Dagwood verheiratet ist und zwei Kinder hat. Und dass es Ted war, der Day niedergeschlagen hat. Er fühlt sich hereingelegt und will nicht mehr mit Radcliffe arbeiten. Zudem stellt sich heraus, dass das Grundstück, das er für das Geschäft noch braucht, bereits verkauft wurde.
Alice und Ted finden sehr schnell zusammen und klären die Sache. Bald stellen Dickson und Radcliffe auch fest, dass Dagwood der Käufer des benötigten Grundstückes war. Da Dagwood und Blondie aber bereits auf dem Heimweg sind, eilen ihnen die Dicksons, Radcliffe und nach einer Reifenpanne auch Ted ihnen hinterher. Mittlerweile haben auch Vance und Cooper erfahren, dass Dickson das Grundstück will. Daher wollen sie es zurückhaben. Der Nachbarjunge Alvin bekommt das aber mit, bevor die Bumsteads zu Hause eintreffen. Diese wollen es nur zu gerne zurückgeben, brauchen aber etwas, bis sie die notwendigen Papiere zusammen haben. Alvin hat mittlerweile zwar Alexander und Cookie über die Hintergründe informiert, Dagwood und Blondie wollen den dreien aber nicht zuhören. Daher lösen die Kinder weitere Verwicklungen aus, die den Vorgang zwar verzögern, aber nicht verhindern können. Kaum hat Dagwood unterschrieben, nehmen Vance und Cooper das unterschriebene Dokument und wollen so schnell wie möglich weg. Dabei laufen sie in eine von Alvin bestellte Hantel, die gerade geliefert wird, und gehen k.o. Nun treffen die Dicksons und Radcliffe ein. Als sie von dem Wert des Grundstücks erfährt, gelingt es Blondie, das Übergabedokument an sich zu bringen. Dann fordert sie von Radcliffe, dass Dagwood seinen Posten zurückerhält und überdies eine Prämie bekommt, die Dickson umgehend erhöht. Außerdem fordert sie erfolgreich eine Woche bezahlten Urlaub für Dagwood. Dessen Träume dazu enden aber sofort: Auch die anderen Fußböden des Hauses müssen neu lackiert werden.
Running Gag mit dem Briefträger
Der Briefträger warnt sowohl Dagwoods Chef Radcliffe als auch einen jungen Polizisten vor der Gefahr vor dem Haus der Bumsteads. Beide glauben ihm nicht und sind sich sicher, mit Dagwood klarzukommen, erleben beide aber umgehend, dass dem nicht so ist. Bei dem Vorfall mit dem Polizisten wird der Lauf seiner Dienstpistole verbogen. Gegen Ende des Films laufen die beiden Betrüger auf der Flucht in den Briefträger und werden dabei beide von der Hantel, die dieser liefert, k.o. geschlagen.

## Hintergrund
Das Drehbuch zu Blondie’s Reward stammte von Edward Bernds, der nach diesem Film für den Rest der Serie die Regie übernahm. Verantwortlicher Artdirector war George Brooks. Für das Szenenbild war Sidney Clifford verantwortlich.
Blondie’s Reward wurde vom 15. September bis zum 6. Oktober 1947 gedreht und am 3. Juni 1948 veröffentlicht. Der Film wurde von Columbia Pictures produziert und vertrieben. Über eine deutschsprachige Aufführung ist nichts bekannt.

## Kritiken
Die wenigen auffindbaren Kritiken betonten, dass die Serie langsam zu Ende gehe, nichts Neues bringe und die Gags, genauso wie alles andere, ihr Alter deutlich zeigten. Auch hätte man mit den Verwechslungen einen besseren Film machen können; viel komisches Potenzial sei ungenutzt geblieben. Trotzdem gebe es einige Lacher. Der Film zeige auch, dass die Serie Blondie weiterhin beliebt sei.
In der Kritik der Variety heißt es, Blondie’s Reward sei einer der besseren Filme der Serie. Das Drehbuch bereite die Geschichte gut vor. Außerdem werden die Leistungen von Jerome Cowan, Paul Harvey, Gay Nelson und Danny Mummert hervorgehoben.